# 吕贝克号小巡洋舰
吕贝克号是德意志帝国所建造的七艘不来梅级小巡洋舰的四号舰，以德国城市吕贝克命名。它由斯德丁的伏尔铿船厂承建，于1903年开始龙骨架设、1904年3月下水、至1905年4月投入舰队使用。其主舰炮包括有十门105毫米40倍径速射炮和两具450毫米鱼雷发射管，最高速度可达22.5节。
吕贝克号于职业生涯的前十年里都跟随公海舰队服役，然后在第一次世界大战于1914年8月爆发后被转移至波罗的海，以保卫德国海岸免受俄罗斯潜在的攻击。它在战争的头三年里被广泛运用，期间曾参与攻夺利鲍的行动，并两度遭到英国潜艇袭击。舰只于1916年触雷后得到修复，但于1917年被撤出前线执行次要任务。它在战争中幸存了下来，至1920年作为战利舰被割让予英国人，并于其后拆解报废。

## 建造
吕贝克号是根据德皇威廉二世的要求，为替代老旧的巡防舰墨丘利号而以“墨丘利号替舰（Ersatz Mercur）”为代号进行订购，并于1903年在斯德丁的伏尔铿船厂开始架设龙骨，建造编号为260。它于1904年3月26日下水，之后展开舾装工作。在下水仪式上，由时任吕贝克市长的弗里德里希·海因里希·贝特林在该市参议员海因里希·克鲁格的陪同下，主持为舰只命名。由于蒸汽轮机的交付延误，舰只直至1905年4月26日才正式投入活动战列舰队（Aktive Schlachtflotte，即公海舰队前身）使用。
吕贝克号的全长为111.10（364英尺6英寸），有13.3（43英尺8英寸）的舷宽和5.4（17英尺9英寸）的前吃水。在满载情况下，舰只的排水量可达3,661公噸（3,603長噸）。其推进系统由两台帕森斯蒸汽轮机组成，成为德意志帝国海军第一艘配备涡轮推进装置的军舰。它们的额定功率为14,035匹軸馬力（10,466千瓦特），最高速度达22.5節（41.7每小時）。发动机由十台燃煤船用式水管锅炉提供动力。吕贝克号可携带860公噸（850長噸）煤，但由于其涡轮机的效率较低，故此仅得以12節（22每小時）的速度续航3,800海里（7,000）。舰只的标准船员编制则为14名军官及274－287名水兵。
吕贝克号的武器由十门单装105毫米40倍径速射炮组成。其中两门并排布置在艏艛前方，六门设于舰舯、每边各三门，以及两门并排布置在舰艉。这些炮支的射程为12,200（13,300碼）。它们共提供1500发弹药，其中每炮150发。舰只还配备有两具450（17.7英寸）的鱼雷管及五枚鱼雷，均浸没舷侧的船体内。此外，它还可满足携带50枚水雷的需求。舰只受到厚达80（3.1英寸）的装甲甲板保护，司令塔的侧面有100（3.9英寸）厚、炮支的炮挡厚度也有50（2.0英寸）。

## 服役历史

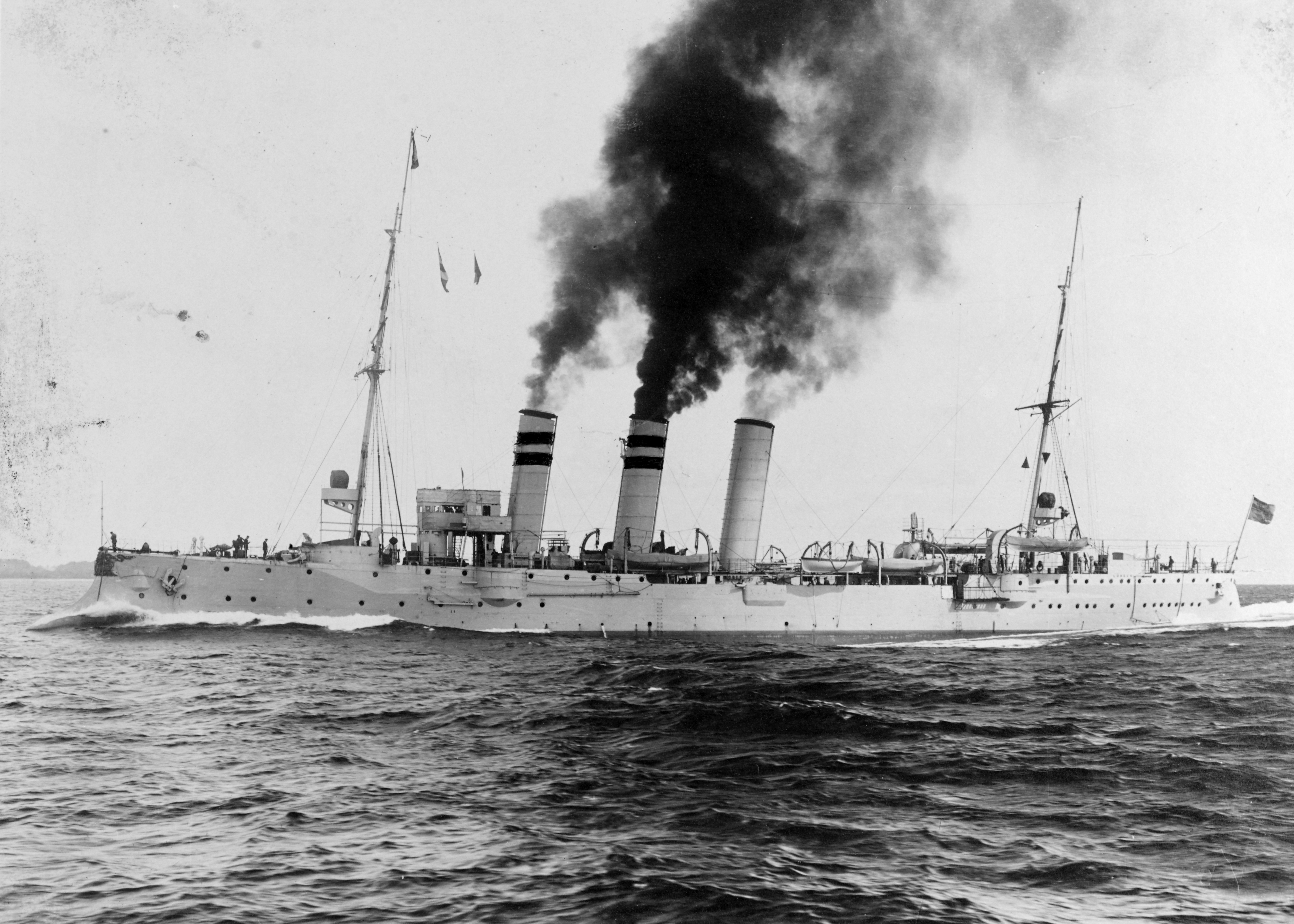
1908年以前的吕贝克号

在投入使用后，吕贝克号进行了长时间的海上试航，以便与活塞发动机装置进行比较。至1905年10月，试航还因俄国发生的革命动乱而中断。当时它与七艘鱼雷艇正身处波罗的海东部。鱼雷艇在圣彼得堡爆发铁路工人罢工而导致邮政运输中断期间停留在当地；而在芬兰湾外围巡航的吕贝克号则应沙皇的要求，在局势恶化的情况下将沙皇的家人带上舰。两周后，局势日趋平静，德国军舰撤出俄国。在继续试航的过程中，吕贝克号于1906年3月31日至4月25日被用作教练及鱼雷艇区舰队的指挥舰，并隶属于教练及试验船部队直至1906年5月17日。同年8月22日，在所有测试均告结束后，吕贝克被分配至活动舰队的侦察部队。它于1908年6月10日在基尔峡湾与三桅帆船圣安东尼奥号相撞，并导致后者沉没。由于吕贝克号负有主要责任，帝国海军必须出资为船东更换新船。1909年4月17日，因安那托利亞发生骚乱，吕贝克号驶入地中海，以保障德国人在当地的利益。它于6月2日返国，并于6月17日重新加入侦察部队。1911年10月10日，舰只退役并作预备役处置。
随着第一次世界大战爆发，吕贝克号于1914年8月12日重新投入使用。它被用于波罗的海的海岸防卫，并参与波罗的海东部的炮击任务。当同盟国在1915年5月初发动戈尔利采-塔尔努夫攻势，德国陆军的左翼受命于4月27日展开一次牵制性进攻。吕贝克号受海军委任对此次攻击提供海上支援；在袭击的首日，它与小巡洋舰忒提斯号炮击了利鲍的港口。十天后，陆军准备攻占利鲍，因此要求海军支援进攻。吕贝克号与其它几艘巡洋舰和鱼雷艇对这座城市的袭击提供掩护并进行巡逻，以确保没有俄国海军部队企图进行干预。

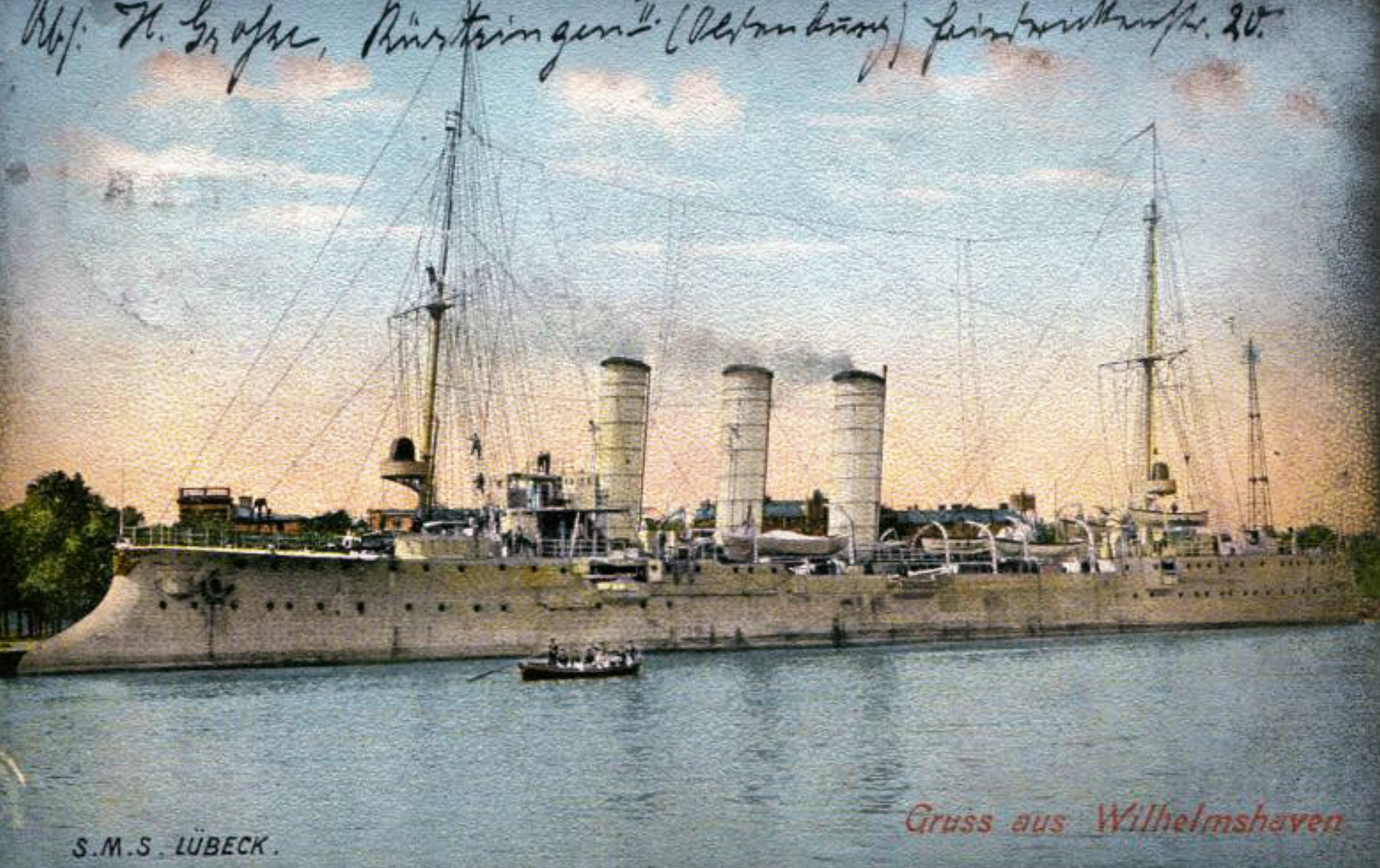
1912年的吕贝克号明信片

海军少将阿尔贝特·霍普曼作为波罗的海侦察部队司令，他与德国陆军一同对利鲍发动了一次大规模攻击，试图占领这座城市。攻击于5月7日实施，吕贝克加入了大巡洋舰海因里希亲王号、罗恩号和阿达尔贝特亲王号的阵中，并与老式岸防舰贝奥武夫号和小巡洋舰奥格斯堡号、忒提斯号在一起。它们还得到了一些驱逐舰、鱼雷艇和扫雷舰的护航。公海舰队的第四侦察集群也从北海分遣出来，为行动提供掩护。炮击依计划进行，但驱逐舰V107号却不慎触及布设于利鲍港湾的水雷，炸掉了舰艏并摧毁了该舰。然而，德国的地面部队仍然顺利完成攻击，并占领了城市。一周后，吕贝克号与奥格斯堡号于5月14日负责在芬兰湾外围执行布雷任务，但俄国潜艇在该地区出没的报告促使德国人取消了这次行动。
7月1日，由吕贝克号、罗恩号、奥格斯堡号和七艘驱逐舰组成的区舰队在布雷巡洋舰信天翁号的护航下，于博斯凯尔北部完成了布设雷区的任务。返航途中，区舰队分成了两个部分：奥格斯堡号、信天翁号和三艘驱逐舰去往利克斯赫夫特，其余舰只则驶向利鲍。前者遭到了一支强大的俄国分舰队拦截，它由三艘装甲巡洋舰和两艘轻巡洋舰组成，受海军少将米哈伊尔·巴希列夫指挥。区舰队指挥官、海军准将约翰内斯·冯·卡普夫遂命令航速较慢的信天翁号驶往中立的瑞典海域，并召回罗恩号和吕贝克号，奥兰群岛海战就此展开。信天翁号在哥得兰岛附近擱淺、奥格斯堡号逃脱，而罗恩号则短暂与俄国舰队交火直至中断接触。吕贝克号也有八枚炮弹命中俄装甲巡洋舰留里克号，自身则没有中弹。在得知这一情况后，霍普曼迅速遣出海因里希亲王号和阿达尔贝特亲王号对卡普夫提供支援。在途中，这两艘大巡洋舰遭遇了英国潜艇E9号，它发射的鱼雷击中了阿达尔贝特亲王号。霍普曼只得中断行动，带着受损的巡洋舰返回港口。
8月9日，吕贝克号在里加湾入口处的伊尔别海峡遭到俄国潜艇猎豹号袭击。猎豹号于1,200（3,900英尺）的范围内发射了5枚鱼雷，但吕贝克号成功躲避了它们。11月6日，吕贝克再度遭到协约国潜艇的袭击，这次是英国的E8号。同样的，吕贝克号设法躲避了鱼雷并毫发无损的逃脱。协约国终于在1916年1月13日成功击败了该舰，当时吕贝克号正从利鲍驶往基尔，并在行经利克斯赫夫特北部时触发了一枚由俄国人布设的水雷。方向舵因此失效，舰桥上的前帆和罩板也被炸毁，有约240公噸（240長噸）倒灌入舰。不过，它还是被拖回了斯德丁退役并得到修复。在此期间，吕贝克号及其姊妹舰不来梅号重新装备了两门150毫米45倍径速射炮和六门105毫米45倍径速射炮。此外，舰只还安装了一个新的舰艏，其烟囱也由新的型号所取代，并在外观上有意向新式的布雷巡洋舰丽蝇级看齐。1916年11月15－16日，完成修复及改造的吕贝克号进行了试航，但由于船员匮乏而被迫继续置于预备役。
自1917年起，吕贝克号开始担任U型潜艇的教练船以及靶舰，至1918年3月8日再次退役。其船员则转到已改造为飞机巡洋舰的斯图加特号舰上。战争结束后，根据《凡尔赛条约》的要求，该舰作为战利舰被割让予英国。它于1919年11月5日正式从海军名录中除籍，1920年9月3日以代号“P”正式移交英国；而英国人则于1922年将其转售，并于次年在德国拆解报废。